# Nagroda TVyNovelas (Meksyk) najlepszy czarny charakter wśród aktorek
Nagroda TVyNovelas w kategorii najlepszy czarny charakter wśród aktorek (najlepsza złoczyńczyni / najlepsza antagonistka w telenoweli) (hiszp. El Premio TVyNovelas a la mejor villana / Mejor actriz antagónica)

## Premios TVyNovelasw kategorii najlepszy czarny charakter
| Rok  | Aktorka           | Telenowela                |
| ---- | ----------------- | ------------------------- |
| 1983 | Silvia Pasquel    | El amor nunca muere       |
| 1984 | Rocío Banquells   | Bianca Vidal              |
| 1985 | Rebeca Rambal     | Guadalupe                 |
| 1986 | Rebecca Jones     | El ángel caído            |
| 1987 | María Rubio       | Cuna de lobos             |
| 1988 | Laura Zapata      | Rosa Salvaje              |
| 1989 | Margarita Sanz    | Amor en silencio          |
| 1990 | Susana Dosamantes | Morir para vivir          |
| 1991 | July Furlong      | Mi pequeña Soledad        |
| 1992 | Cynthia Klitbo    | Cadenas de amargura       |
| 1993 | Laura Zapata      | María Mercedes            |
| 1994 | Diana Bracho      | Capricho                  |
| 1995 | María Rubio       | Imperio de cristal        |
| 1996 | Itatí Cantoral    | Maria z przedmieścia      |
| 1997 | Chantal Andere    | Zakazane uczucia          |
| 1998 | Eugenia Cauduro   | Alguna vez tendremos alas |
| 1999 | Cynthia Klitbo    | Cristina                  |
| 2000 | Mónika Sánchez    | Labirynt namiętności      |
| 2001 | Nailea Norvind    | W niewoli uczuć           |
| 2002 | Itatí Cantoral    | Sin pecado concebido      |
| 2003 | Sasha Montenegro  | Ścieżki miłości           |
| 2004 | Angélica Rivera   | Zaklęte serce             |
| 2005 | Helena Rojo       | Inocente de ti            |
| 2006 | Daniela Romo      | Alborada                  |
| 2007 | Edith González    | Mundo de fieras           |
| 2008 | Chantal Andere    | Miłość jak tequila        |
| 2009 | Diana Bracho      | Fuego en la sangre        |
| 2010 | Leticia Calderón  | En Nombre del Amor        |
| 2011 | Rocío Banquells   | Kiedy się zakocham...     |
| 2012 | Daniela Romo      | Triumf miłości            |
| 2013 | Leticia Calderón  | Nieposkromiona miłość     |
| 2014 | Marjorie de Sousa | Prawdziwe uczucie         |
| 2015 | Daniela Castro    | Za głosem serca           |
| 2016 | Laura Carmine     | A que no me dejas         |
| 2017 | Azela Robinson    | Vino el amor              |